# 瑞浪市立稲津中学校
瑞浪市立稲津中学校（みずなみしりつ　いなつちゅうがっこう）は、かつて岐阜県瑞浪市に存在した公立中学校。

## 概要
- 瑞浪市稲津地区（旧・土岐郡稲津村）の中学校であった。2016年、陶中学校と統合。瑞浪南中学校の新設により廃校。
- 校舎は瑞浪南中学校の校舎として使用されている。

## 沿革
- 1947年（昭和22年）4月 - 稲津村立稲津中学校として開校。稲津小学校の校舎の一部を仮校舎とする。
- 1948年（昭和23年）10月 - 新築移転。
- 1954年（昭和29年）4月1日 - 土岐郡瑞浪土岐町、稲津村、釜戸村、大湫村、日吉村及び明世村の一部（戸狩、山野内、月吉）、恵那郡陶町が合併し瑞浪市が発足。同時に瑞浪市立稲津中学校に改称する。
- 1997年（平成9年） - 新校舎が完成。
- 2016年（平成28年）
  - 3月19日 - 閉校式。
  - 3月31日 - 閉校。